# Anaya
Anaya – gmina w Hiszpanii, w prowincji Segowia, w Kastylii i León, o powierzchni 15,19 km². W 2011 roku gmina liczyła 136 mieszkańców.